# Стафіда східна
Стафі́да східна (Staphida castaniceps) — вид горобцеподібних птахів родини окулярникових (Zosteropidae). Мешкає в Південно-Східній Азії.

## Підвиди
Виділяють чотири підвиди:
- S. c. rufigenis (Hume, 1877) — східні Гімалаї;
- S. c. plumbeiceps Godwin-Austen, 1877 —північ штатів північно-східної Індії, північна М'янма, південно-західний Китай;
- S. c. castaniceps (Moore, F, 1854) — південь штатів північно-східної Індії, південний схід Бангладеш, західна М'янма;
- S. c. striata (Blyth, 1859) — східна і південна М'янма, західний Таїланд.

## Поширення і екологія
Східні стафіди поширені від Гімалаїв до південної М'янми. Вони живуть в рівнинних і гірських трпічних лісах на висоті від 300 до 1800 м над рівнем моря.